# Watson, Louisiana
Watson är en ort i Livingston Parish i delstaten Louisiana, USA.